# Paolo Lunardon
Paolo Lunardon, né le 17 janvier 1992 à Bassano del Grappa, est un coureur cycliste italien, membre de l'équipe taïwanaise RTS-Monton Racing.

## Palmarès
- 2014
  - 1rea étape du Tour du Frioul-Vénétie julienne (contre-la-montre par équipes)

## Classements mondiaux
| Année           | 2015 | 2016 |
| --------------- | ---- | ---- |
| UCI Asia Tour   | 141e | 117e |
| UCI Africa Tour |      | 172e |
| UCI Europe Tour | 947e |      |